# Boeing 307 Stratoliner
El Boeing 307 Stratoliner va ser una aeronau quadrimotor desenvolupada el 1937 per Boeing Commercial Airplanes Co., com a avió civil de passatgers i usos militars (versió C-75 per a transport) fet servir per les USAAF durant la Segona Guerra Mundial, sent també el primer transport comercial de vol a gran altitud, el primer avió de línia pressuritzat del món i el primer cuatrimotor a ser operat sota servei domèstic.

## Desenvolupament
El Model 299 de la Boeing, prototip del bombarder militar que va donar lloc a la producció del B-17 Fliying Fortress, volant per primer cop el juliol de 1935. El president de la companyia, Claire Egtvedt va comentar amb l'enginyer cap Ed Wells, la viabilitat del model com a avió de transport pressuritzat. Wells va concloure que, encara que els dos avions disposessin d'ales, empenatge i planta motriu comunes, el fuselatge per a la versió civil havia de ser més espaiós.
Així doncs, a mesura que va anar progressant el projecte, Ed Wells va decidir treballar en el disseny d'un fuselatge de secció circular amb una pressurització mitjançant un sistema de compressió, de 0,18 Kg/cm² a una altura de 4480 m. Quan, en el seu moment, el Model 307 va entrar en servei amb les companyies aèries, la seva capacitat operacional a gran altura va motivar l'elecció del nom S-307 Stratoliner. Tot i que no arribava a l'estratosfera, el Boeing Model 307, com va ser identificat el projecte final, si que podia operar amb passatge a una altura de 6.096 m, per sobre de la major part de les turbulències.
Pan American va encarregar quatre unitats l'any 1937, la primera de les quals va realitzar el seu vol inaugural el 31 de desembre de 1938. Per desgràcia, aquest avió es va perdre amb totes les persones a bord, inclosos dos representants de KLM durant un vol d'exhibició. En conseqüència es va dissenyar una aleta molt més gran i un carenat dorsal que també es va aplicar al B-17. Finalment, el 13 de març de 1940 es va aconseguir la certificació i Pan Am va posar els tres Stratoliners restants en servei a les rutes d'Amèrica del Sud. Els restant 6 Stratoliners produïts van ser cinc per Transcontinental & Western Air (SA-307B), i un avió modificat a Howard Hughes (SB-307B) amb vuit dipòsits de combustible addicionals per augmentar el seu abast.
El Stratoliner va ser el primer avió de línia a tenir un enginyer de vol com a membre de la tripulació, sent aquest responsable d'atendre els nivells de potència, la pressurització, la pressió de combustible, i la ruta, entre d'altres subsistemes, deixant al pilot lliure per concentrar-se en altres aspectes importants en el maneig de l'avió.
Els exemplars construïts per TWA van ser requisats, el 1942, per al seu servei amb les USAAF, i van rebre la designació C-75 sent utilitzats com a transports VIP per al personal militar i civil de més alta categoria. Després de la guerra van ser retornats a la TWA equipats per 38 passatgers i es van mantenir en actiu fins al 1951.
Després de dos anys i mig de servei, durant els quals els cinc avions van acumular un total aproximat de 3.000 vols transatlàntics, amb 45.000 hores de vol i un recorregut global d'uns 12 milions de km, van ser retornats a Boeing per a la seva restauració i reconversió a l'estàndard de les línies aèries. Pràcticament aquest treball va venir a representar una autèntica reconstrucció que va comprendre, entre altres canvis menors, la incorporació de noves ales i cua, així com la instal·lació d'una nova planta motriu dotada de major potència.
Un Model 307 va sobreviure i el 2003 va ser restaurat i posat en condicions de vol per la fundació Boeing a Seattle.

## Disseny
El Stratoliner tenia un fuselatge circular i cònic cap als seus extrems, amb gairebé 3,66 m d'ample i que proveïa de suficient espai per 5 tripulants i 33 passatgers i donava suficient espai per muntar còmodes lliteres en vols nocturns. Comptava amb quatre compartiments separats per cortines i dins d'aquests estaven les files de seients acomodats de 2 en 2 a cada costat, deixant al mig un passadís per al moviment de passatgers i tripulació. També incloïa una fila de nou seients inclinables per si algú volia dormir. Els passatgers també podien utilitzar vestidors o reservats i la cuina servia menús calents. Tot això, unit a la pressurització de la cabina, a l'absorció del soroll dels motors, a la suavitat i rapidesa del vol, i als modests interiors de l'avió, donaven als passatgers una bona experiència al Stratoliner.
Les seves ales i estabilitzadors horitzontals tenien una forma similar a les dels Douglas DC-3 i el seu estabilitzador vertical era igual al d'un Boeing 377, mantenint els clàssics trens d'aterratge de tricicle invertit de l'època.
Tenia el morro en forma de fus cap al centre, semblant a la forma del extrem d'una pilota de futbol americà amb una unió angular més oberta vista de perfil. En si tot l'avió tenia una forma bastant original i agradable a la vista, que li donava una aparença d'avió de joguina, sent per això agradable als passatgers.

## Variants

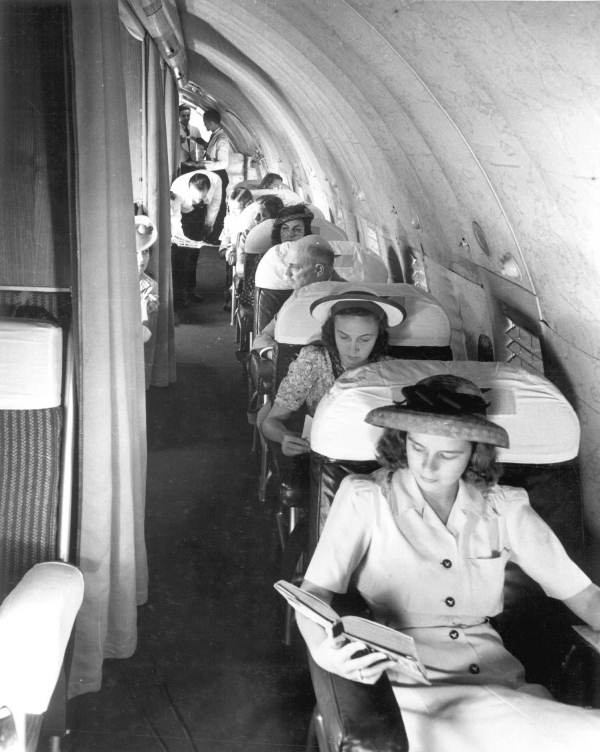
Passatgers a bord d'un Boeing 307 de Pan Am.

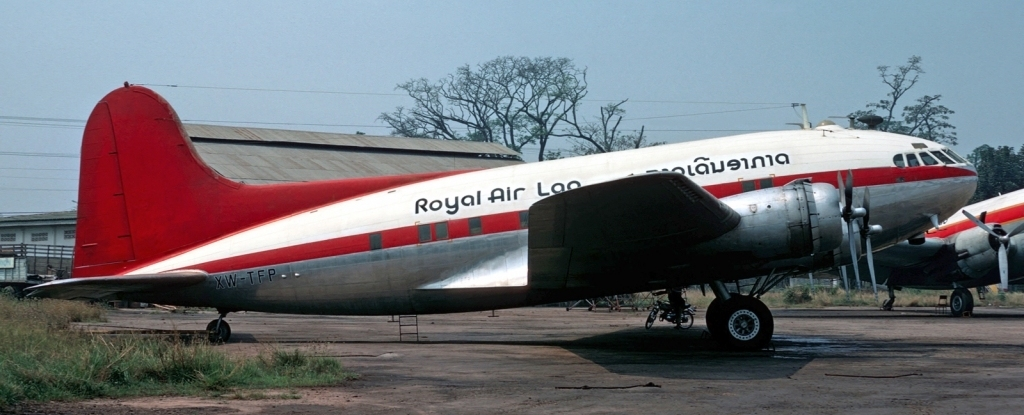
Boeing 307 Stratoliner de Royal Air Lao.

300
Designació del concepte original del 307.
307
Equipat amb motors Wright Cyclone GR-1820-G102 amb sobrealimentador de velocitat simple, cinc construïts.
307B
Equipat amb motors Wright Cyclone GR-1820-G105A amb sobrealimentador de dues velocitats per millorar les prestacions a gran altitud, set convertits.
C-75
Cinc 307B de la TWA van ser requisats per entrar de servei amb les USAAF com a transports militars; la pressurització de cabina va ser desmuntada per estalviar pes.
307B-1
Després del seu servei militar, els C-75 van ser restaurats i modernitzats amb ales i plànol de cua de B-17G, quatre motors Wright Cyclone GR-1820-G606, i electrònica del B-29.

## Especificacions (Boeing SA-307B Stratoliner)
Característiques generals
- Tripulació: 5
- Capacitat: 33 passatgers (posteriorment, 38)
- Longitud: 22,70 m
- Envergadura: 32,70 m
- Alçada: 6,30 m
- Pes buit: 13.608 Kg
- Pes màxim d'enlairament: 19.050 Kg
- Motors: 4×  Motor radial de pistons Wright GR-1820 Cyclone, 1.000 CV   cada un

 Rendiment 
- Velocitat màxima: 397 km/h
- Velocitat de creuer: 370 km/h
- Abast: 3.846 km
- Sostre de servei: 7.985 m
- Potència/pes: 140 W/kg